# Mistrzostwa Świata Juniorów w Saneczkarstwie 2015
30. Mistrzostwa świata juniorów w saneczkarstwie odbyły się w dniach 16–17 stycznia 2015 w Lillehammer, w Norwegii. Zawodnicy rywalizowali w czterech konkurencjach: jedynkach kobiet, jedynkach mężczyzn, dwójkach mężczyzn oraz w zawodach drużynowych.
Klasyfikację medalową wygrała reprezentacja Niemiec, która zdobyła dwa tytuły mistrzowskie. Najwięcej medali zdobyła reprezentacja Rosji, która zdobyła pięć medali, w tym 1 złoty, 3 srebrne oraz jeden brązowy.

## Terminarz
| Data             | Miejscowość | Konkurencja      | Złoto                                                                          | Srebro                                                                                | Brąz                                                                 |
| ---------------- | ----------- | ---------------- | ------------------------------------------------------------------------------ | ------------------------------------------------------------------------------------- | -------------------------------------------------------------------- |
| 16 stycznia 2015 | Lillehammer | Jedynki kobiet   | Jessica Tiebel                                                                 | Wiktorija Diemczenko                                                                  | Sandra Robatscher                                                    |
| 16 stycznia 2015 | Lillehammer | Jedynki mężczyzn | Roman Riepiłow                                                                 | Tucker West                                                                           | Nico Gleirscher                                                      |
| 17 stycznia 2015 | Lillehammer | Dwójki mężczyzn  | Niemcy Florian Löffler · Manuel Stiebing                                       | Rosja Jewgienij Jewdokimow · Aleksiej Groszew                                         | Rosja Stanisław Małcew · Oleg Faschudinow                            |
| 17 stycznia 2015 | Lillehammer | Drużynowe        | Łotwa Ulla Zirne · Kristers Aparjods · Kristens Putins · Kārlis Krišs Matuzels | Rosja Wiktorija Diemczenko · Roman Riepiłow · Jewgienij Jewdokimow · Aleksiej Groszew | Austria Madeleine Egle · Jonas Müller · David Trojer · Phillip Knoll |

## Wyniki

### Jedynki kobiet
- Data / Początek: Piątek 16 stycznia 2015

| Medal | Zawodniczka          | Narodowość | 1. zjazd | 2. zjazd | Czas     | Strata |
| ----- | -------------------- | ---------- | -------- | -------- | -------- | ------ |
|       | Jessica Tiebel       | Niemcy     | 48.298   | 48.335   | 1:36,633 | –      |
|       | Wiktorija Diemczenko | Rosja      | 48.219   | 48.420   | 1:36,639 | +0.006 |
|       | Sandra Robatscher    | Włochy     | 48.425   | 48.458   | 1:36,883 | +0.250 |
| 4.    | Madeleine Egle       | Austria    | 48.438   | 48.491   | 1:36,929 | +0.296 |
| 5.    | Andrea Vötter        | Włochy     | 48.491   | 48.458   | 1:36,949 | +0.316 |
| 6.    | Olesia Michajlenko   | Rosja      | 48.450   | 48.561   | 1:37,011 | +0.378 |
| 7.    | Julia Taubitz        | Niemcy     | 48.392   | 48.677   | 1:37,069 | +0.436 |
| 8.    | Jenna Megan Spencer  | Kanada     | 48.521   | 48.561   | 1:37,082 | +0.449 |
| 9.    | Saskia Langer        | Niemcy     | 48.717   | 48.656   | 1:37,373 | +0.740 |
| 10.   | Nina Prock           | Austria    | 48.790   | 48.605   | 1:37,395 | +0.762 |

### Jedynki mężczyzn
- Data / Początek: Piątek 16 stycznia 2015

| Medal | Zawodnik             | Narodowość        | 1. zjazd | 2. zjazd | Czas     | Strata |
| ----- | -------------------- | ----------------- | -------- | -------- | -------- | ------ |
|       | Roman Riepiłow       | Rosja             | 49.885   | 49.938   | 1:39.823 | –      |
|       | Tucker West          | Stany Zjednoczone | 49.923   | 49.943   | 1:39.866 | +0.043 |
|       | Nico Gleirscher      | Austria           | 50.003   | 49.969   | 1.39.972 | +0.149 |
| 4.    | Markus Hummer        | Niemcy            | 49.971   | 50.021   | 1:39.992 | +0.169 |
| 5.    | Sebastian Bley       | Niemcy            | 49.893   | 50.146   | 1:40.039 | +0.216 |
| 6.    | Anton Dukacz         | Ukraina           | 50.041   | 50.030   | 1:40.071 | +0.248 |
| 7.    | Dmitrij Chaliłow     | Rosja             | 50.061   | 50.214   | 1:40.275 | +0.452 |
| 8.    | Maximilian Jung      | Niemcy            | 50.108   | 50.173   | 1:40.281 | +0.458 |
| 9.    | Jonas Müller         | Austria           | 49.852   | 50.541   | 1:40.393 | +0.570 |
| 10.   | John Fennell         | Kanada            | 50.304   | 50.121   | 1:40.425 | +0.602 |
| ...   | ...                  | ...               | ...      | ...      | ...      | ...    |
| 16.   | Wojciech Chmielewski | Polska            | 50.566   | 50.323   | 1:40.889 | +1.066 |
| 34.   | Mateusz Zakowicz     | Polska            | 51.945   | -        | 51.945   | +0.0   |

### Dwójki mężczyzn
- Data / Początek: Sobota 17 stycznia 2015

| Medal | Zawodnicy                              | Narodowość | 1. zjazd | 2. zjazd | Czas     | Strata |
| ----- | -------------------------------------- | ---------- | -------- | -------- | -------- | ------ |
|       | Florian Löffler Manuel Stiebing        | Niemcy     | 48.041   | 48.127   | 1:36.168 | –      |
|       | Jewgienij Jewdokimow Aleksiej Groszew  | Rosja      | 48.209   | 48.306   | 1:36.515 | +0.347 |
|       | Stanisław Malcew Oleg Faschudinow      | Rosja      | 48.338   | 48.341   | 1:36.679 | +0.511 |
| 4.    | Nico Semmler Johannes Pfeiffer         | Niemcy     | 48.382   | 48.458   | 1:36.840 | +0.672 |
| 5.    | Kristens Putins Karlis Kriss Matuzels  | Łotwa      | 48.426   | 48.686   | 1:37.112 | +0.944 |
| 6.    | Jacub Simonak Patrik Tomasko           | Słowacja   | 48.508   | 48.741   | 1:37.249 | +1.081 |
| 7.    | David Trojer Philip Knoll              | Austria    | 48.465   | 48.856   | 1:37.321 | +1.153 |
| 8.    | Wojciech Chmielewski Mateusz Zakowicz  | Polska     | 48.602   | 48.760   | 1:37.362 | +1.194 |
| 9.    | Florian Schmid Fabian Strickner        | Austria    | 49.077   | 48.697   | 1:37.774 | +1.606 |
| 10.   | Marcel Engljähringer Rupert Staudinger | Niemcy     | 48.623   | 49.183   | 1:37.806 | +1.638 |

### Drużynowe
- Data / Początek: Sobota 17 stycznia 2015

| Medal | Zawodnicy                                                                                 | Narodowość        | Czas     | Strata |
| ----- | ----------------------------------------------------------------------------------------- | ----------------- | -------- | ------ |
|       | Ulla Zirne/Kristers Aparjods/Kristens Putins/Kārlis Krišs Matuzels                        | Łotwa             | 2:39.326 | –      |
|       | Wiktorija Diemczenko/Roman Riepiłow/Jewgienij Jewdokimow/Aleksiej Groszew                 | Rosja             | 2:39.727 | +0.401 |
|       | Madeleine Egle/Jonas Müller/David Trojer/Philip Knoll                                     | Austria           | 2:39.803 | +0.477 |
| 4.    | Gracie Weinberg/Tucker West/Justin Krewson/Tristan Jeskanen                               | Stany Zjednoczone | 2:40.005 | +0.679 |
| 5.    | Jessica Tiebel/Markus Hummer/Florian Löffler/Manuel Stiebing                              | Niemcy            | 2:40.032 | +0.706 |
| 6.    | Katarína Šimoňáková/Ľubomír Kordek/Jacub Šimoňák/Patrik Tomaško                           | Słowacja          | 2:41.925 | +2.599 |
| 7.    | Kateřina Mizerová/Kristian Nitsche/Wojciech Chmielewski/Mateusz Zakowicz                  | Czechy/ Polska    | 2.44.282 | +4.956 |
| 8.    | Darija Hula/Anton Dukacz/Myrosław Lewkowycz/Andrij Łysieckij                              | Ukraina           | 2.44.619 | +5.293 |
| 9.    | Cezera Alexandra Curmei/Theodor Andrei Aurelian Turea/Angel Gabriel Kozak/Andrei Borosoiu | Rumunia           | 2.44.781 | +5.455 |
| -     | Jenna Megan Spencer/John Fennell/Matthew Riddle/Gordon Watts Reid                         | Kanada            | DNS      | DNS    |

## Klasyfikacja medalowa
| Miejsce | Państwo           | złoto | srebro | brąz | Razem |
| ------- | ----------------- | ----- | ------ | ---- | ----- |
| 1.      | Niemcy            | 2     | 0      | 0    | 2     |
| 2.      | Rosja             | 1     | 3      | 1    | 5     |
| 3.      | Łotwa             | 1     | 0      | 0    | 1     |
| 4.      | Stany Zjednoczone | 0     | 1      | 0    | 1     |
| 5.      | Austria           | 0     | 0      | 2    | 2     |
| 6.      | Włochy            | 0     | 0      | 1    | 1     |